# Sarah Chapone
Sarah Chapone (Stanton, 11 de diciembre de 1699 – 24 de febrero de 1764), nacida como Sarah Kirkham y a menudo citada como Mrs. Chapone, fue una teórica jurídica británica, panfletista y prolífica escritora epistolar. Se la conoce por el tratado The Hardships of the English Laws in Relation to Wives, publicado de forma anónima en 1735.

## Biografía
Chapone vivió y escribió a mediados del siglo XVIII en Inglaterra. En un periodo conocido como la época georgiana, que estuvo marcado por el dominio de Robert Walpole en el Parlamento. En el extranjero, el conflicto militar entre Francia e Inglaterra fue constante, hasta el final de la Guerra de los Siete Años en 1763, un año antes de la muerte de Chapone.

### Feminismo
Describir la teoría de Chapone como 'feminista' es un anacronismo: el uso de 'feminista' y 'feminismo' para designar puntos de vista que favorecen los derechos de las mujeres está atestiguado solo desde finales del siglo XIX. Sin embargo, los académicos han identificado aspectos del trabajo de su trabajo que se corresponden con la teoría feminista actual. Por ejemplo, la filósofa Jacqueline Broad sostiene que

Chapone merece un lugar destacado en la historia de la filosofía feminista como una de las primeras escritoras en aplicar consistentemente lo que ahora se conoce como el concepto republicano de libertad a la situación de las mujeres casadas en la sociedad moderna temprana.

### Círculo de Bluestocking
Los académicos discuten si era una fanática del bluestocking, un término del siglo XVIII para una mujer educada que pertenecía a círculos intelectuales muy unidos. Una diferencia entre Chapone y la mayoría de las bluestocking era su estatus social ya que a diferencia de Elizabeth Montagu y Mary Delany, ella no provenía de la riqueza o la nobleza. Orr señala que Chapone, a diferencia de la mayoría de los bluestockings, se centró particularmente en la ley: los bluestockings, aunque eran defensores de la educación y el trabajo literario de las mujeres, generalmente no criticaban la cobertura.

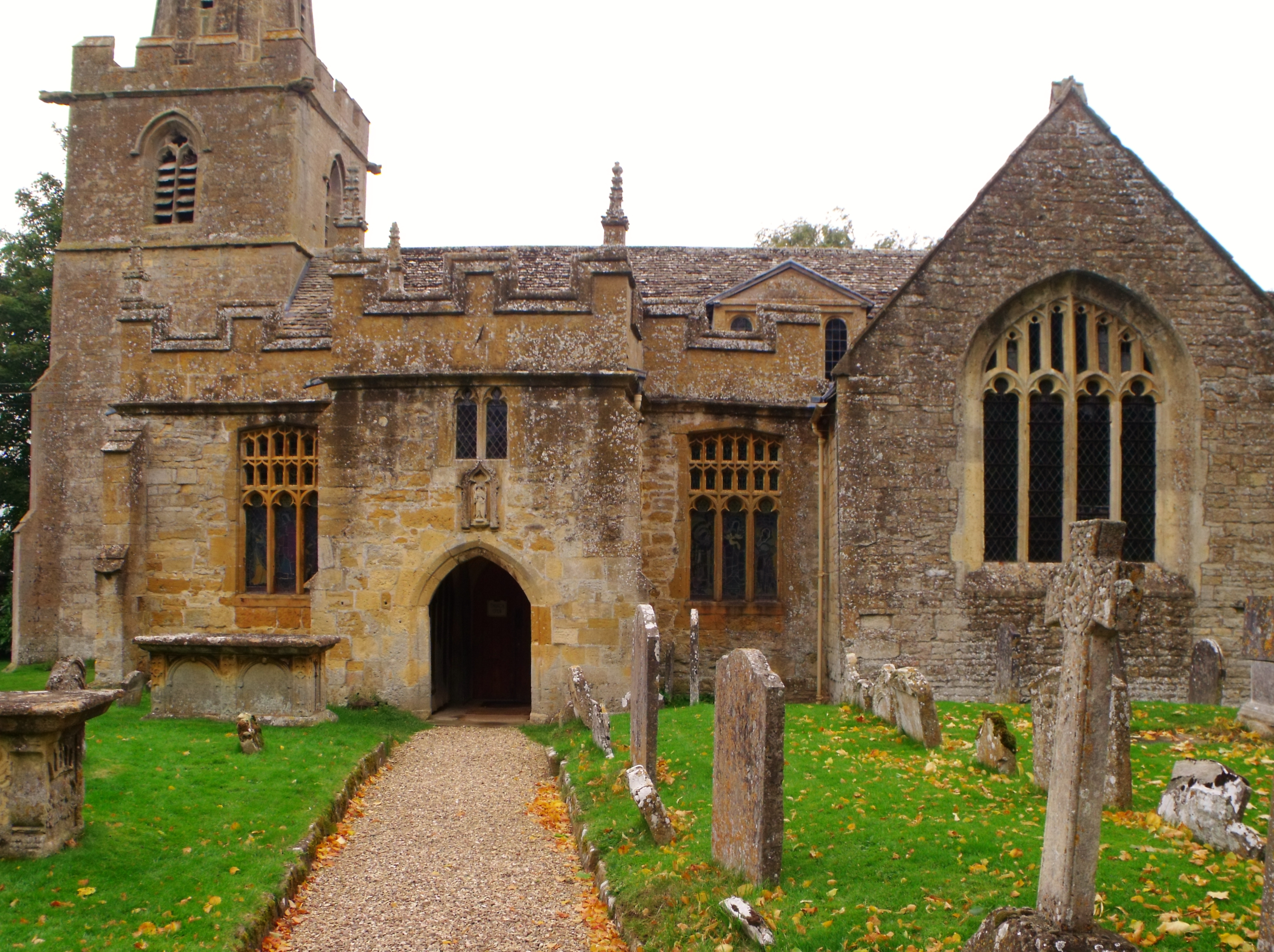
Iglesia de San Miguel y Todos los Ángeles en Stanton. Chapone pasó gran parte de su vida en Stanton y provenía de una familia de clérigos anglicanos.

Chapone nació en 1699 de Damaris y el reverendo Lionel Kirkham, en una familia principalmente de clérigos anglicanos. Se crio en la rectoría de su padre en Stanton, Gloucestershire, entonces una zona bastante remota. Se casó con el reverendo John Chapone en 1725. John Wesley, el teólogo anglicano, la había cortejado luego se hicieron amigos y corresponsales. Durante nueve años después de su matrimonio, dirigió un internado mientras criaba a cinco hijos. El dinero escaseaba y la familia se mudaba con frecuencia, hasta que John se convirtió en vicario de Badgeworth en 1745.
Chapone estuvo cerca de Mary Delany desde 1715 (cuando Chapone tenía 16 años y Delany 15) en adelante.
 En su autobiografía, Delany describe a Chapone, a quien apodó Safo:

Tenía un genio poco común y un espíritu intrépido que, aunque realmente inocente, alarmó a mi padre y le hizo sentir incómodo por mi gran apego a ella. ... Me entretuvo con su ingenio y me halagó con su aprobación, pero por las mejoras que ha hecho desde entonces, veo que no era, en mi primer conocimiento, la criatura perfecta que pensé que era entonces. . . Su extraordinaria comprensión, viva imaginación y disposición humana, que pronto se hizo notoria, reconciliaron por fin a mi padre con ella, y nunca después me privó del placer de verla ...

Eaves y Kimpel, en su monumental biografía de Samuel Richardson, describen a Chapone como "moralista", "piadoso, serio, prolijo y bastante efusivo". Orr la llama "vivaz".

## Círculo intelectual

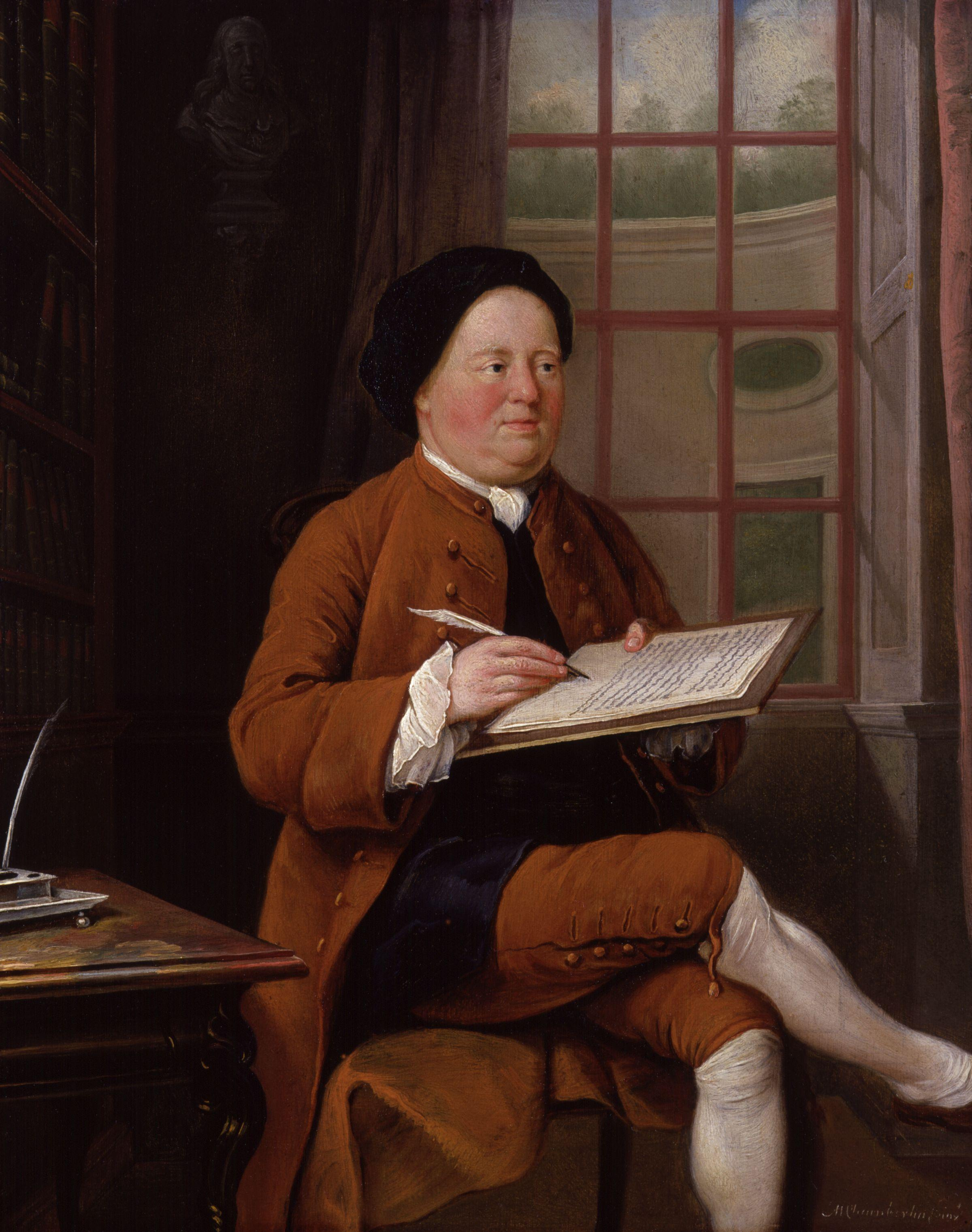
El novelista Samuel Richardson, corresponsal de Chapone

Los amigos y coetáneos de Chapone incluían a George Ballard y Samuel Richardson.
Revisó los manuscritos de Ballard de Memoirs of Several Ladies of Great Britain (1752), su enciclopedia biográfica de mujeres, y lo ayudó a encontrar apoyo financiero para el proyecto. Chapone también le presentó a Ballard las obras de Mary Astell, a la que había leído durante muchos años. Juntos, Chapone y Ballard trabajaron para encontrar a Elizabeth Elstob, quien en la década de 1730 vivía en la pobreza, con asistencia financiera y una mejor situación de vida. Chapone entabló correspondencia con Richardson en 1750. Su relación era "casi puramente epistolar".
Richardson tenía un gran respeto por Chapone, y la llamaba "una gran campeona para su sexo". En sus numerosas cartas, discuten la novela de Richardson, Clarissa y los puntos de vista de Chapone sobre el lugar de la mujer en la sociedad. Chapone objetó ciertos elementos de Clarissa en sus cartas a Richardson. Eaves y Kimpel señalan que

La Sra. Chapone… aunque en general admiraba [a Clarissa ], encontró a la heroína corta de su ideal feminista: es demasiado sumisa a su padre ”.  Ella argumentó que Clarissa debería haber buscado remedios legales contra su padre, el Sr. Harlowe, quien la obliga a casarse con Robert Solmes en contra de su voluntad.

Como se cita en una carta de Richardson a Chapone, esta escribió:

Sin duda, un padre tiene la libertad de negar su sustancia a un hijo que, a cualquier edad, se casará en contra de su consentimiento ... Pero no tiene autoridad para obligar u ordenar a un hijo de cualquier edad a casarse contra el suyo.

## Obras
- Chapone's Hardships of the English Laws (1735) aunque se publicó de forma anónima, en ese momento era un "secreto a voces", y estudios recientes han confirmado que ella era la autora.[28] El tratado discute la cobertura y argumenta que la situación legal de las mujeres inglesas en ese momento era comparable a la esclavitud.[29]

- Chapone escribió sus comentarios sobre la Sra. Carta de Muilman al Muy Honorable Conde de Chesterfield (1750) en respuesta a la Carta de Teresia Constantia Phillips dirigida humildemente al Muy Honorable Conde de Chesterfield (1750).

- La carta de Phillips se publicó después de su trabajo anterior An Apology for the Conduct of Mrs Teresia Constantia Phillips (1748).[30] En la disculpa, Phillips, conocida en ese momento como cortesana, argumenta que ahora ha rechazado esa vida.[31] La carta se imprimió con la segunda edición de la Apología, publicada en 1750.[31] Dirigida a Philip Stanhope, cuarto conde de Chesterfield, sostiene que Stanhope, como hombre, fue capaz de superar el libertinaje de su juventud. pero que Phillips, como mujer, no podía escapar de su pasado a la vista del público.[32]

Las observaciones de Chapone se publicaron de forma anónima en 1750, pero Chapone le dijo a Richardson en privado que ella lo había escrito. De hecho, Richardson leyó una versión manuscrita de este trabajo y puede haberla impreso en 1750. No está claro por qué Chapone decidió publicar sus Comentarios sobre la carta de Phillips. 
En sus Comentarios, Chapone expresa simpatía por el doloroso pasado de Phillips (la Apología cuenta la historia de la violación de Phillips a los 13 años pero sostiene que Phillips no ha reformado suficientemente su carácter ni ha mostrado una contrición apropiada. Además, acusa a Phillips de intentar sacar provecho de la reputación de Stanhope al dirigirle la Carta.

## Otras lecturas
- Chapone, Sarah (19 de enero de 2018).  Glover, Susan Paterson, ed. The Hardships of the English Laws in Relation to Wives. New York: Routledge. ISBN 978-1-315-55732-8. doi:10.4324/9781315557328. A recent scholarly edition of Chapone's Hardships, including contemporary responses and criticism, as well as the Remarks.